# 岸田護
岸田 護（きしだ まもる、1981年5月10日 - ）は、大阪府吹田市出身の元プロ野球選手（投手、右投右打）、プロ野球監督。2025年度よりオリックス・バファローズの第30代監督を務める。

## 経歴

### プロ入り前
吹田市立西山田小学校1年から地元の少年野球チーム「高野台バード」で野球を始め、3年生から投手となる。吹田市立西山田中学校では軟式野球部に所属。
履正社高等学校に進学後は硬式野球部に入部し1年生からベンチ入りする。同校は初の甲子園出場を果たしたが、本人の登板機会はなかった。その翌年は第80回記念大会で大阪を北と南に分けて代表校を決めたが、北地区の3回戦で大阪府立桜塚高等学校に敗れ2年連続出場はできなかった。
高校卒業後は東北福祉大学へ進む。1年上に木谷寿巳、橋本健太郎がいて4年からエースとなり、春はMVP、ベストナインを受賞すると大学選手権では福田聡志らとベスト4進出に貢献。その後は社会人野球のNTT西日本に入社し、1年目に第75回都市対抗野球大会出場。その後も、2005年の第76回都市対抗野球大会出場、第32回社会人野球日本選手権大会準優勝に貢献し、同年秋の大学生・社会人ドラフトでオリックスから3巡目指名を受け入団。入団当初の背番号は14。なお、同僚の山崎隆広、藤井淳志、齊藤信介、脇谷亮太らもこの時指名されプロ入りした。

### オリックス時代
2006年5月30日の対中日ドラゴンズ戦でプロ初登板。シーズン最終戦の対東北楽天ゴールデンイーグルス戦で初先発し、塩川達也にプロ初本塁打となる決勝ソロを打たれ、8回までその1失点に抑えたが味方打線の援護が無く敗戦投手になった。二軍ではウエスタン・リーグで先発とリリーフの両方で起用され、31試合に登板して防御率1.80で最優秀防御率のタイトルを獲得。規定投球回に達した9人中、唯一被本塁打0で四死球も2番目に少なかった。
2007年は一軍に定着。4月5日の対千葉ロッテマリーンズ戦で同点の場面で登板して、8回表に青野毅に勝ち越しソロ本塁打を打たれたが、その裏にグレッグ・ラロッカが逆転決勝2点本塁打を放ち、プロ初勝利を挙げた。先発投手が試合の序盤で降板した際のロングリリーフが多く、その後の失点を殆ど許さない好投を見せた。シーズン後半は先発ローテーションに入り、11試合に先発して2勝と勝ち星には恵まれなかったが、防御率2点台で126回を投げて115奪三振を記録するなど活躍した。
2008年は開幕からの先発ローテーション入りが期待されたが、開幕直前に腰の張りを訴え離脱。4月22日の対北海道日本ハムファイターズ戦でシーズン初登板初先発を果たし、5月5日の対ロッテ戦で8回3失点でシーズン初勝利を挙げた。しかし5月17日に右足内転筋を痛めて、離脱。8月29日の対日本ハム戦で復帰後初登板すると3連勝してチームのAクラス入りに貢献したが、故障による離脱が響き投球回数は前年の半分近くに減り4勝に終わった。なお、この4勝は全てスカイマークスタジアムで挙げた。
2009年は課題としていた怪我克服のために、オフには同僚大引啓次の実家である神須牟地（かみすむち）神社でお祓いをしてもらい、ヨガにも取り組んだ。その甲斐もあり、開幕ローテーション入りを果たし、4月にプロ初完封を含む3連勝で、一時は投手部門三冠上位につける安定した活躍を見せていた。ところが、5月10日に右肩の張りで戦線離脱。その後、7月4日に戦線復帰を果たすと、着々と勝ち星を積み重ね、最終登板戦である10月8日の対日本ハム戦で自身初の2桁勝利を達成。しかし、規定投球回数到達にはわずかに及ばず、自身が離脱した間にチームは5月に9連敗、6月に7連敗と大型連敗を繰り返したのもあり、故障による長期離脱が悔やまれるシーズンとなった。
2010年、背番号を18に変更。開幕第3戦で4回からリリーフ登板すると、6回1失点の好投で最後まで投げきり、シーズン初勝利を挙げる。しかし、先発としては要所で踏ん張りきれない投球がやや目立ち、5月9日の対ロッテ戦からリリーフに転向。更に、開幕当初は抑えを務めていたジョン・レスターが安定感に欠く投球内容が目立ってきたため、6月10日の対読売ジャイアンツ戦で初セーブを挙げ、クローザーに指名された。同じくリリーフへ転向した平野佳寿と共に勝利の方程式として交流戦優勝に貢献し、リーグ戦再開後も抑え投手として活躍。先発としては6試合に先発、防御率4.85、1勝4敗、WHIP1.38、奪三振率6.61であったが、救援としては51試合に登板し、セーブ数は伸びなかったものの、防御率2.18、5勝1敗、11ホールド、12セーブ、WHIP1.16、奪三振率9.43の好成績を残した。オフには日高剛に代わって選手会長に就任。一般女性との結婚を発表した。
2011年も抑えとして開幕一軍入り。前年度に引き続き勝利の方程式としてセットアッパーの平野に次いでリーグ2位の68試合に登板し、NPBのシーズン最多記録である66交代完了、日本ハムの武田久に次いでリーグ2位の33セーブ、リリーフながら奪三振も79を記録した。しかし、リードしている場面での失点や同点の場面で登板して痛打を打たれるなどして6敗を喫し、防御率2.61と被安打66、自責点も23など安定感の面で課題も見られるシーズンとなった。首位福岡ソフトバンクホークスには防御率2.00で2勝、2位日本ハムには2敗しながらも防御率0.93と善戦する一方で、シーズン中何度も3位争いをした楽天とは9試合で防御率5.40・自責点6の2敗を喫するなど苦戦した。また、この年には監督推薦で自身初のオールスターゲームに選出され、第1戦の9回に5番手で登板して三者連続三振、大学時代に過ごした東北での第3戦でも9回に登板し、被安打1の無失点で抑えるなどの活躍を見せた。オフの契約更改では1億1000万円でサインし、わずか1年で選手会長を鈴木郁洋に譲り副会長に就任。
2012年1月22日に大阪府茨木市で開かれたイベントでメジャーリーグ志向があることを明らかにしたが、メジャー挑戦の時期については「まだまだ（日本で）やることがいっぱいありますから。それを全部クリアしないと納得して行けないでしょう」と語った。この年も開幕から抑えとして君臨し、5月は11試合の登板で防御率4.50とやや打ち込まれるものの、6月は一転して10試合で無失点に抑える等、他球団も抑え投手が不調・故障等で固定しきれない中でまずまずの働きを見せていた。しかし、8月19日の対ソフトバンク戦で1点ビハインドの9回表に登板するも、牽制死により一死を奪うものの長谷川勇也に2ランを打たれるなど4連打3失点と打ち込まれ、この試合以後は平野と配置転換で中継ぎに回った。中継ぎに転換されてからは3試合で無失点に抑えていたが、9月1日の対楽天戦で投球中に右内転筋の肉離れを発症して翌日に登録抹消。本拠地最終戦となった10月7日の対西武戦で復帰登板を果たし、最終回を1回無失点に抑えた。この年は52試合に登板して4勝2敗18セーブ、防御率2.42の成績を残した。対ソフトバンク戦は前述の試合に加えて、5月10日の対戦で3点リードの9回表二死から3連打で、松中信彦に通算350本塁打となる同点2ランを打たれたこともあり、7試合の登板で防御率8.59となった。
2013年は先発再転向を目指すも、2月のキャンプ中に左太もも裏を肉離れし、調整が遅れ開幕は二軍でむかえた。しかし、チームは開幕カードのロッテ戦で2度延長12回を戦うなど、中継ぎ投手をつぎ込んだことから、岸田を前年までと同様に中継ぎとして起用することを決めた。8月13日の日本ハム戦にて、8回に中前打を捕球しようとジャンプした際に右足甲を痛め登録抹消。検査の結果、リスフラン靱帯の損傷と判明し、シーズン中の復帰は絶望となった。
2014年も先発転向を目指して開幕ローテーション入りし4年ぶりの先発初登板で勝利を記録した。しかしその後は成績が振るわず再び中継ぎに配置転換された。主に勝ちパターン系統投手の前や休養時などバックアップ要員として55試合に登板し自己新となる12ホールドを記録した。オフの契約更改では翌年からの3年契約を締結した。
2015年は故障の出遅れもあり序盤は不調だったが、他のリリーフ陣が調子を落とす中盤以降勝ちパターンに定着し15ホールドを記録した。
2016年は16試合の登板で6ホールドに留まった。
2017年は4試合に登板。先発に転向したが、先発として投げたのは4月29日のソフトバンク戦のみで、あとの3試合は中継ぎでの登板だった。
2018年、ウエスタン・リーグの公式戦では、24試合の登板で2勝0敗、防御率0.00を記録。12セーブを記録した。通算投球イニングは25回1/3であった。
2019年、5月5日にオセアンバファローズスタジアム舞洲で行われた楽天との二軍戦が公式戦初登板となった。楽天・橋本到を全球ストレートで見逃し三振に取った。9月29日、京セラドームでのソフトバンク戦で引退試合が行われ、慣れ親しんだ9回表に登板。髙田知季を全て直球で3球三振に打ち取り、現役生活を終えた。試合後には引退セレモニーが行われた。なお、元チームメイトである阪神の西勇輝、日本ハムの金子弌大らも岸田の最後の勇姿を見に駆けつけている。

### 現役引退後
オフシーズンの10月15日、2020年よりオリックスの二軍投手コーチに就任することが発表された。背番号は71。2021年からは、コーチに一軍・二軍の区別がなくなったため、岸田の役職は投手コーチとなった。2024年10月9日、同シーズン限りでの監督退任が発表された中嶋聡の後任として、2025年シーズンから監督に就任することが発表された。球団が1989年に阪急からオリックスになって以降では初となる、他球団での選手経験・指導経験のない完全生え抜きの一軍監督である他、オリックス・バファローズの選手として在籍経験のある初の監督である。

## プレースタイル

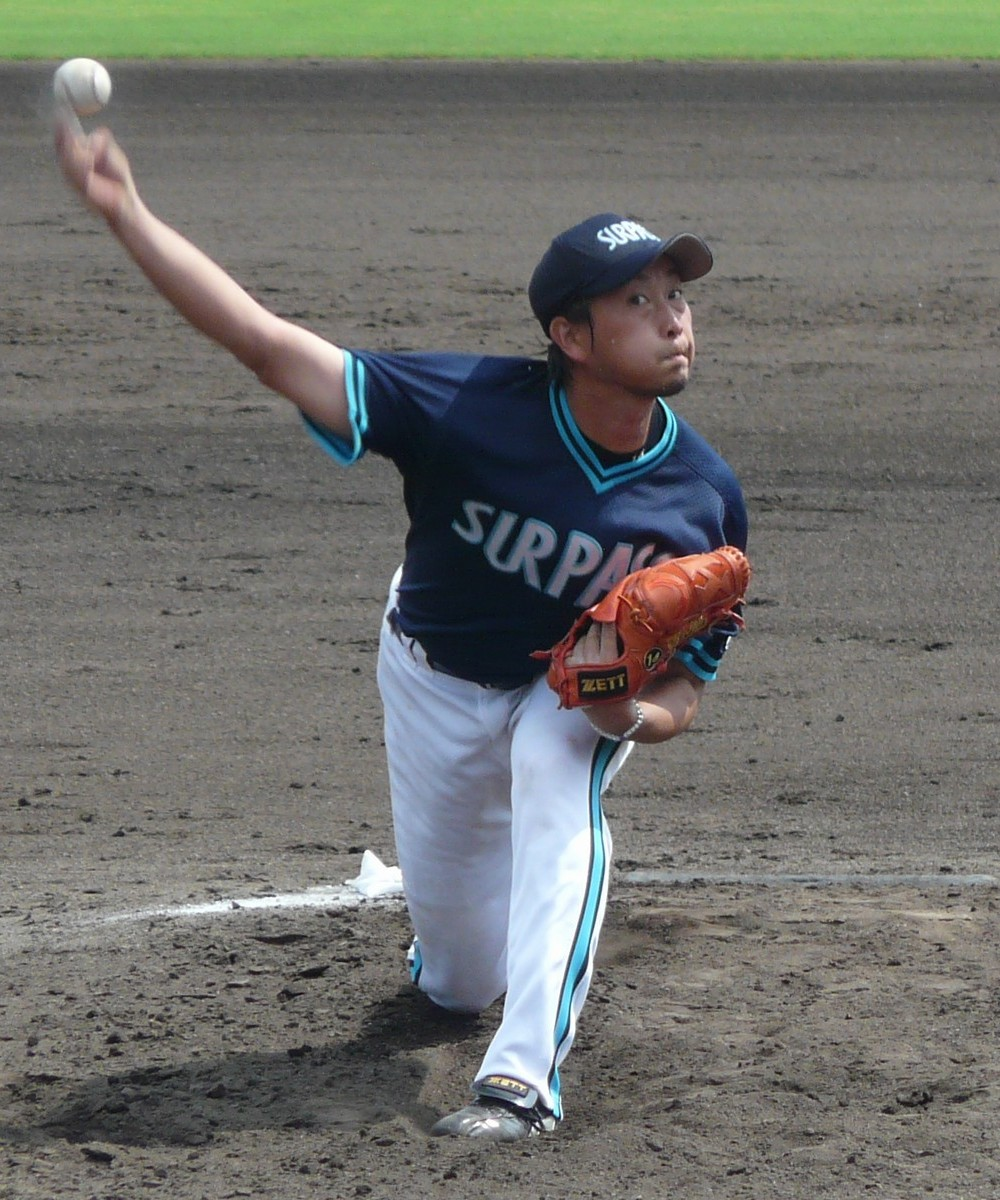
2008年

投げる際に少し首を傾け、ゆっくり足を上げて鋭く腕を振る独特のフォームから投げる平均球速143km/h、最速152km/hの手元で伸びるストレートとスライダー、チェンジアップを軸にし、カーブやシュートも交える。フォークを投げることはできないが、その代わりにチェンジアップをフォークのように意識して扱っているという。
2010年から2012年までオリックスの監督を務めた岡田彰布は2010年のシーズン途中から岸田を抑えに転向させた経緯について、「岸田に関しては、来季からの抑え役として考えていた。だが、チーム状況を考えて、あの段階で抑えに廻ってもらった」と語り、当初から岸田を抑えとして起用する意向を明らかにしていた。

## 人物
愛称は「マモ」、「マモさん」など。
気さくで男気溢れる人物であり、年齢、キャリア関係なく壁を作らないことから、多くのチームメイトから慕われている。

## 詳細情報

### 年度別投手成績
| 年 度      | 球 団      | 登 板 | 先 発 | 完 投 | 完 封 | 無 四 球 | 勝 利 | 敗 戦 | セ 丨 ブ | ホ 丨 ル ド | 勝 率 | 打 者 | 投 球 回 | 被 安 打 | 被 本 塁 打 | 与 四 球 | 敬 遠 | 与 死 球 | 奪 三 振 | 暴 投 | ボ 丨 ク | 失 点 | 自 責 点 | 防 御 率 | W H I P |
| ---------- | ---------- | ----- | ----- | ----- | ----- | -------- | ----- | ----- | -------- | ----------- | ----- | ----- | -------- | -------- | ----------- | -------- | ----- | -------- | -------- | ----- | -------- | ----- | -------- | -------- | ------- |
| 2006       | オリックス | 6     | 1     | 0     | 0     | 0        | 0     | 1     | 0        | 0           | .000  | 51    | 13.1     | 11       | 3           | 2        | 0     | 0        | 10       | 0     | 0        | 4     | 4        | 2.70     | 0.99    |
| 2007       | オリックス | 39    | 11    | 0     | 0     | 0        | 4     | 3     | 0        | 3           | .571  | 516   | 126.0    | 124      | 7           | 24       | 2     | 4        | 115      | 5     | 0        | 46    | 41       | 2.93     | 1.21    |
| 2008       | オリックス | 12    | 10    | 0     | 0     | 0        | 4     | 1     | 0        | 1           | .800  | 272   | 67.1     | 70       | 7           | 7        | 0     | 1        | 58       | 1     | 0        | 23    | 22       | 2.94     | 1.16    |
| 2009       | オリックス | 19    | 19    | 3     | 2     | 1        | 10    | 4     | 0        | 0           | .714  | 561   | 139.1    | 134      | 10          | 20       | 0     | 3        | 124      | 3     | 0        | 53    | 48       | 3.10     | 1.11    |
| 2010       | オリックス | 57    | 6     | 2     | 0     | 0        | 6     | 5     | 12       | 11          | .545  | 440   | 104.2    | 107      | 6           | 24       | 2     | 1        | 96       | 4     | 1        | 42    | 38       | 3.27     | 1.25    |
| 2011       | オリックス | 68    | 0     | 0     | 0     | 0        | 5     | 6     | 33       | 0           | .455  | 289   | 69.0     | 66       | 5           | 15       | 3     | 1        | 74       | 2     | 0        | 23    | 20       | 2.61     | 1.17    |
| 2012       | オリックス | 52    | 0     | 0     | 0     | 0        | 4     | 2     | 18       | 3           | .667  | 214   | 52.0     | 49       | 5           | 13       | 4     | 0        | 49       | 3     | 1        | 15    | 14       | 2.42     | 1.19    |
| 2013       | オリックス | 37    | 0     | 0     | 0     | 0        | 3     | 2     | 0        | 11          | .600  | 191   | 46.2     | 43       | 3           | 7        | 0     | 0        | 53       | 2     | 0        | 16    | 11       | 2.12     | 1.07    |
| 2014       | オリックス | 55    | 4     | 0     | 0     | 0        | 4     | 3     | 0        | 12          | .571  | 326   | 80.1     | 65       | 8           | 20       | 0     | 2        | 67       | 4     | 0        | 33    | 30       | 3.36     | 1.06    |
| 2015       | オリックス | 50    | 0     | 0     | 0     | 0        | 4     | 3     | 0        | 15          | .571  | 213   | 52.2     | 46       | 2           | 13       | 0     | 1        | 54       | 0     | 0        | 17    | 15       | 2.56     | 1.12    |
| 2016       | オリックス | 16    | 0     | 0     | 0     | 0        | 0     | 0     | 0        | 6           | ----  | 66    | 13.2     | 20       | 4           | 6        | 0     | 0        | 11       | 1     | 0        | 13    | 12       | 7.90     | 1.90    |
| 2017       | オリックス | 4     | 1     | 0     | 0     | 0        | 0     | 0     | 0        | 0           | ----  | 27    | 6.0      | 5        | 1           | 3        | 0     | 1        | 4        | 0     | 0        | 2     | 2        | 3.00     | 1.33    |
| 2018       | オリックス | 17    | 0     | 0     | 0     | 0        | 0     | 0     | 0        | 1           | ----  | 59    | 15.1     | 13       | 0           | 2        | 0     | 0        | 14       | 0     | 0        | 4     | 4        | 2.35     | 0.98    |
| 2019       | オリックス | 1     | 0     | 0     | 0     | 0        | 0     | 0     | 0        | 0           | ----  | 1     | 0.1      | 0        | 0           | 0        | 0     | 0        | 1        | 0     | 0        | 0     | 0        | 0.00     | 0.00    |
| 通算：14年 | 通算：14年 | 433   | 52    | 5     | 2     | 1        | 44    | 30    | 63       | 63          | .595  | 3226  | 786.2    | 753      | 61          | 156      | 11    | 14       | 730      | 25    | 2        | 291   | 261      | 2.99     | 1.16    |

### 年度別守備成績
| 年 度 | 球 団      | 投手  | 投手  | 投手  | 投手  | 投手  | 投手     |
| 年 度 | 球 団      | 試 合 | 刺 殺 | 補 殺 | 失 策 | 併 殺 | 守 備 率 |
| ----- | ---------- | ----- | ----- | ----- | ----- | ----- | -------- |
| 2006  | オリックス | 6     | 2     | 1     | 0     | 0     | 1.000    |
| 2007  | オリックス | 39    | 9     | 14    | 1     | 1     | .958     |
| 2008  | オリックス | 12    | 4     | 15    | 1     | 2     | .950     |
| 2009  | オリックス | 19    | 7     | 23    | 0     | 2     | 1.000    |
| 2010  | オリックス | 57    | 6     | 13    | 1     | 1     | .950     |
| 2011  | オリックス | 68    | 3     | 7     | 1     | 0     | .909     |
| 2012  | オリックス | 52    | 1     | 11    | 0     | 0     | 1.000    |
| 2013  | オリックス | 37    | 3     | 4     | 1     | 1     | .875     |
| 2014  | オリックス | 55    | 7     | 18    | 1     | 1     | .962     |
| 2015  | オリックス | 50    | 2     | 7     | 0     | 0     | 1.000    |
| 2016  | オリックス | 16    | 3     | 1     | 0     | 0     | 1.000    |
| 2017  | オリックス | 4     | 0     | 2     | 0     | 0     | 1.000    |
| 2018  | オリックス | 17    | 1     | 1     | 0     | 0     | 1.000    |
| 2019  | オリックス | 1     | 0     | 0     | 0     | 0     | ----     |
| 通算  | 通算       | 433   | 48    | 117   | 6     | 8     | .965     |

### 記録
初記録
- 初登板：2006年5月30日、対中日ドラゴンズ4回戦（スカイマークスタジアム）、9回表に5番手で救援登板・完了、1回無失点
- 初奪三振：2006年6月1日、対中日ドラゴンズ6回戦（大阪ドーム）、8回表に福留孝介から空振り三振
- 初先発：2006年9月27日、対東北楽天ゴールデンイーグルス20回戦（スカイマークスタジアム）、8回1失点で敗戦投手
- 初勝利：2007年4月5日、対千葉ロッテマリーンズ3回戦（京セラドーム大阪）、7回表に2番手で救援登板、2回1失点
- 初ホールド：2007年4月14日、対福岡ソフトバンクホークス4回戦（京セラドーム大阪）、8回表に2番手で救援登板、1回無失点
- 初先発勝利：2007年7月29日、対東北楽天ゴールデンイーグルス14回戦（スカイマークスタジアム）、7回1失点
- 初完投勝利・初完封勝利：2009年4月19日、対東北楽天ゴールデンイーグルス2回戦（東京ドーム）
- 初セーブ：2010年6月10日、対読売ジャイアンツ4回戦（スカイマークスタジアム）、9回表に3番手で救援登板・完了、1回無失点

その他記録
- オールスターゲーム出場：2回（2011年、2012年）

### 背番号
- 14（2006年[3] - 2009年）
- 18（2010年[3] - 2019年）
- 71（2020年[20] - ）

### 登場曲
- 「時代おくれ」河島英五（ヒーローインタビュー時）
- 「Firepile」Monty Love
- 「Fighter」クリスティーナ・アギレラ
- 「Every Time We Touch」カスケーダ
- 「Show Me How You Burlesque (A.R. Remix)」Kyria
- 「Wake me up」Avichi